# 阿爾罕布拉宮的回憶 (電視劇)
《阿爾罕布拉宮的回憶》（：／ alhambeura gungcheonui chueok */?）為韓國tvN自2018年12月1日起播出的週末連續劇，由《秘密森林》的安吉鎬導演和《九回時間旅行》、《W-兩個世界》的宋在貞編劇合作打造。本劇講述投资公司代表的男主角劉鎮宇（玄彬飾）來到西班牙的格拉纳達出差，住進了吉他手女主角鄭熙珠（朴信惠飾）所經營老舊BONITA旅舍，兩人捲入了奇妙事件而展開的故事。
Netflix自12月1日起每週六、日全球上線。

## 演員陣容

### 主要人物
| 演員                | 角色         | 介紹 |
| 朴信惠 童年：李彩允 | 鄭熙珠／EMMA | 27歲，名為「BONITA」的老舊旅館的經營者，也是一名吉他手。 因為夢想成為最棒的古典吉他手而前往西班牙格拉納達留學，卻發現自己比不上厲害的吉他手。後來因為父母突然過世而使她必須扛起整個家庭的生計。雖然經營便宜的旅館、韓國餐廳和導遊等，只要是能賺錢的工作都願意嘗試，但對於吉他還是有依戀，所以夢想回到韓國能夠開設自己的吉他工坊，是個充滿夢想的人物。在劉鎮宇生病時一直照顧和陪伴他，喜歡劉鎮宇。 Emma：鄭世周利用姐姐彈吉他的形象製作出來的遊戲虛構角色（NPC），是遊戲中的和平天使，不定時出現，被鎮宇發現只要待在他旁邊角色數值會恢復。某種程度上負責Debug，認為鎮宇是遊戲中的Bug而在鎮宇送上任務道具時反重傷鎮宇。 |
| 玄彬                | 劉鎮宇       | 工科博士，J-One控股公司代表。富有冒險精神所以總是無所畏懼卻也略缺乏謀略，做事十分任性，想做的必須做到，而不想做的死也不會做。具有幽默感和領導氣質，在公司裡是個受人尊敬的老闆。但因兩次的婚姻失敗也慘遭摯友背叛，慢慢變得玩世不恭，變得不相信婚姻。 為了鄭世周所開發的遊戲去了格拉納達，並住在「BONITA」旅館，認識了旅館的經營者鄭熙珠。在幾乎沒有人相信他的時候，只有鄭熙珠真心以待、陪伴並相信他。喜歡鄭熙珠。 |
| 朴勳                | 車亨碩       | 劉鎮宇的競爭對手，李秀真現任丈夫。充滿熱情、自尊心很強與劉鎮宇具有相似性格的人物。與劉鎮宇從大學時期開始就是最好的朋友，但是由於兩人性格相似進而產生摩擦而漸漸疏遠。是劉鎮宇的強烈對立競爭對手。 |

### 鄭熙珠周邊人物
| 演員   | 角色   | 介紹 |
| 金容琳 | 吳英心 | 鄭熙珠的奶奶，在陌生的國家西班牙撫養孫子女長大。 |
| 朴燦烈 | 鄭世周 | 鄭熙珠的弟弟，在小時候因為受到傷害而關閉心門只沉浸在自己世界裡的天才程式設計師，只有姐姐鄭熙珠是他唯一能對話的對象。利用姐姐彈吉他的形象製造出Emma。                                                                        |
| 李蕊   | 鄭敏周 | 鄭熙珠的妹妹、中學生，夢想是成爲女團成員，只對演藝人關心的女中學生。與想法複雜,小心謹慎的姐姐或毫無社會性的哥哥不同，有着很酷很直率的性格。喜歡和自己一樣擁有酷酷的性格的鎮宇，不知不覺間在鎮宇和熙珠之間起了丘比特的作用。 |
| 鄭敏成 |        | 鄭熙珠的父亲，樂團吉他手，在熙珠媽媽過世後因太過傷心而酗酒，在某場車禍中去世。 |
| 崔愉松 |        | 鄭熙珠的媽媽，操勞過度去世。 |
| 李學周 | 金尚范 | 鄭熙珠的男性朋友，與熙珠一起在古典吉他工坊中學習的留學生，原本預定在學習結束就回國，卻因為熙珠而不能回國，假裝若無其事卻是只看著熙珠的人物。                                                                                |

### 劉鎮宇周邊人物
| 演員   | 角色   | 介紹 |
| 韓寶凜 | 高宥拉 | 劉鎮宇的第二任前妻，曾经是一名藝人，是個充滿虛榮心同時也具有衝動性精神世界的華麗美人，在劉鎮宇離婚後徬徨的時候偶然在聚會中相遇，以超快速的方式結婚，成為夫婦後極深度介入劉鎮宇的人生引發了無數的矛盾。與劉鎮宇離婚後，嫁給了一位60歲的企業家。 |
| 閔鎮雄 | 徐正勛 | 徐秘書，劉鎮宇的秘書，小鎮宇1歲。擁有親切又開朗的性格，幫助劉鎮宇。對鎮宇來說像弟弟一樣存在。 |
| 李承俊 | 朴善浩 | 劉鎮宇的大學前輩，J-One控股公司的創始成員及經營戰略理事，也是鎮宇的堅實後盾。 |
| 趙賢哲 | 崔揚周 | J-One控股公司的工程學博士，是典型鐵粉型的遊戲專家。雖然在死是電腦活也是電腦在公司中是“Brain”的角色，但在不關心的領域中像孩子一樣天真。 |

### 車亨碩周邊人物
| 演員   | 角色   | 介紹                                                                         |
| 金義聖 | 車炳俊 | 車亨碩的父親，在富裕家庭中長大，在社會上擁有高名望的教育家。                 |
|        |        | 車亨碩的母親，參與車亨碩逝世周年追思彌撒。                                   |
| 李詩媛 | 李秀真 | 車亨碩的妻子，劉鎮宇的第一任前妻。擁有清純外貌及兼具智慧及修養的小兒科醫生。 |
| 柳亞伯 | 李秀晶 | 李秀真的妹妹。                                                               |

### 其他人物
| 演員   | 角色   | 介紹                                                                           |
| 李宰旭 | 馬可韓 | 韓籍西班牙留學生，與世周和遊戲都有很多交集的人物，有很多前科，包括吸毒。       |
| 金道延 |        | 到西班牙旅游時，住進了熙珠經營的民宿。在振宇墮樓後，為振宇進行急救的醫大學生。 |
| 韓多率 |        | 留學生                                                                         |
| 朴真宇 | 盧英俊 | 高宥拉的經紀人。                                                               |
|        | 金正旭 | 處理車亨碩死亡案件的駐西班牙領事館官員。                                       |
| 宋英奎 | 韓正赫 | 劉振宇主治醫生。                                                               |

### 特別出演
| 演員   | 角色   | 介紹                               |
| 朴海秀 | A      | 協助鎮宇調查亨碩。                 |
| 朴瑟琪 | 朴瑟琪 | 演藝情報節目記者。                 |
| 朴鍾津 | 朴鍾津 | 車亨碩死亡事件報導現場新聞主持人。 |
| 嚴星燮 | 嚴星燮 | 車亨碩死亡事件報導現場新聞記者。   |

## 原聲帶
- Part.1（發行日期：2018年12月8日）

| 曲序 | 曲目                                     | 演唱          | 时长 |
| ---- | ---------------------------------------- | ------------- | ---- |
| 1.   | 星 (Little Prince)（별 (Little Prince)） | Loco & 柳星恩 | 3:03 |
| 2.   | 星 (Little Prince)（Inst.）              |               | 3:03 |

- Part.2（發行日期：2018年12月14日）

| 曲序 | 曲目             | 演唱   | 时长 |
| ---- | ---------------- | ------ | ---- |
| 1.   | 白日夢（백일몽） | Elaine | 4:11 |
| 2.   | 白日夢（Inst.）  |        | 4:11 |

- Part.3（發行日期：2018年12月22日）

| 曲序 | 曲目            | 演唱  | 时长 |
| ---- | --------------- | ----- | ---- |
| 1.   | Is you          | Ailee | 4:23 |
| 2.   | Is you（Inst.） |       | 4:23 |

- Part.4（發行日期：2018年12月30日）

| 曲序 | 曲目                                       | 演唱   | 时长 |
| ---- | ------------------------------------------ | ------ | ---- |
| 1.   | 阿爾罕布拉宮的回憶（알함브라 궁전의 추억） | George | 3:05 |
| 2.   | 阿爾罕布拉宮的回憶（Inst.）                |        | 3:05 |

- Part.5（發行日期：2019年1月6日）

| 曲序 | 曲目              | 演唱   | 时长 |
| ---- | ----------------- | ------ | ---- |
| 1.   | I'm here          | 梁多一 | 3:49 |
| 2.   | I'm here（Inst.） |        | 3:49 |

- Part.6（發行日期：2019年1月13日）

| 曲序 | 曲目                      | 演唱     | 时长 |
| ---- | ------------------------- | -------- | ---- |
| 1.   | 我們說不定（우린 어쩌면） | Eddy Kim | 4:53 |
| 2.   | 我們說不定（Inst.）       |          | 4:53 |

## 收視率
| 集數       | 播出日期   | AGB收視率        | AGB收視率      |
| 集數       | 播出日期   | 大韓民國（全國） | 首爾（首都圈） |
| ---------- | ---------- | ---------------- | -------------- |
| 1          | 2018/12/01 | 7.507%           | 9.188%         |
| 2          | 2018/12/02 | 7.363%           | 9.179%         |
| 3          | 2018/12/08 | 6.950%           | 8.788%         |
| 4          | 2018/12/09 | 8.154%           | 11.180%        |
| 5          | 2018/12/15 | 6.829%           | 8.351%         |
| 6          | 2018/12/16 | 7.863%           | 10.206%        |
| 7          | 2018/12/22 | 7.442%           | 9.921%         |
| 8          | 2018/12/23 | 8.504%           | 11.200%        |
| 9          | 2018/12/29 | 7.563%           | 9.797%         |
| 10         | 2018/12/30 | 9.207%           | 11.776%        |
| 11         | 2019/01/05 | 9.431%           | 12.440%        |
| 12         | 2019/01/06 | 9.851%           | 13.592%        |
| 13         | 2019/01/12 | 9.316%           | 11.841%        |
| 14         | 2019/01/13 | 10.025%          | 12.996%        |
| 15         | 2019/01/19 | 9.004%           | 11.450%        |
| 16         | 2019/01/20 | 9.933%           | 12.383%        |
| 平均收視率 | 平均收視率 | 8.434%           | 10.893%        |

- 收視最低的集數以藍色表示，收視最高的集數以紅色表示，而空格則表示該集的收視沒有相關數據。

## 同時段競爭作品
週六時段劇集
- SBS 週末特別計劃劇：《命運與憤怒》
- MBC 週末特別計劃連續劇：《與神的約定》

週末時段劇集
- KBS2 週末連續劇：《我唯一的守護者》

週日時段劇集
- MBC 週末連續劇：《我的愛情治癒記》

## 話題性
電視劇部分
| 日期      | 佔有率 | 排名 |
| --------- | ------ | ---- |
| 11月第5週 | 10.81% | 3    |
| 12月第1週 | 12.05% | 3    |
| 12月第2週 | 13.80% | 3    |
| 12月第3週 | 14.30% | 2    |
| 12月第4週 | 16.20% | 2    |
| 1月第1週  | 15.16% | 2    |
| 1月第2週  | 10.23% | 3    |
| 1月第3週  | 12.18% | 2    |

演員部分
| 日期      | 排名 | 排名   |
| 日期      | 玄彬 | 朴信惠 |
| --------- | ---- | ------ |
| 11月第5週 | 3    | 5      |
| 12月第1週 | 3    | 9      |
| 12月第2週 | 3    | 6      |
| 12月第3週 | 3    | 6      |
| 12月第4週 | 1    | 5      |
| 1月第1週  | 3    | 8      |
| 1月第2週  | 5    | -      |
| 1月第3週  | 3    | -      |

## 提名與獲獎列表
| 年度   | 頒獎典禮           | 獎項             | 入圍者             | 結果 |
| 2019年 | 第55屆百想藝術大獎 | 導演獎           | 安吉鎬             | 提名 |
| 2019年 | 第55屆百想藝術大獎 | 男子最優秀演技獎 | 炫彬               | 提名 |
| 2019年 | 第55屆百想藝術大獎 | 男子新人演技獎   | 朴勳               | 提名 |
| 2019年 | 第55屆百想藝術大獎 | 藝術獎           | 朴聖真（視覺效果） | 獲獎 |
| 2019年 | 第55屆百想藝術大獎 | 男子Vlive人氣獎  | 炫彬               | 提名 |
| 2019年 | 第55屆百想藝術大獎 | 女子Vlive人氣獎  | 朴信惠             | 提名 |

## 記事
- 2018年5月攝製組和主要演員前往西班牙拍攝。
  - 拍攝期：2018/05/28至2018/06/22[7]
  - 5月28日劇組先飛到格拉納達(Granada)各拍攝場景進行為期5天的拍攝，期間格拉納達政府提供所有的援助和設施，拍攝之相關戲份約6集。
  - 6月2日再續程到塔拉薩(Terrassa)、赫罗纳(Girona)進行拍攝。
- 2018年8月攝製組和主要演員前往匈牙利拍攝。
  - 拍攝地：布達佩斯、利奥波德城(Lipótváros)及鄰國斯洛維尼亞
  - 拍攝期：2018/08/13至2018/08/30

## 外部連結
- 韓國tvN官方網站 （页面存档备份，存于）
- 阿爾罕布拉宮的回憶-NAVER （页面存档备份，存于）

| tvN 週末劇                                   | tvN 週末劇                                           | tvN 週末劇 |
| -------------------------------------------- | ---------------------------------------------------- | ---------- |
|                                              | 阿爾罕布拉宫的回憶 （2018年12月1日 - 2019年1月20日） |            |
| Nine Room （2018年10月6日 - 2018年11月25日） | 羅曼史是別冊附錄 （2019年1月26日 - 2019年3月17日）   |            |